# Фостер, Чарльз Уильям
Чарльз Уильям Фостер (англ. Charles William Foster; 12 апреля 1828 — 9 января 1904) — американский политик, 35-й губернатор Огайо, 40-й министр финансов США.

## Биография
Чарльз Фостер родился 12 апреля 1828 года в округе Сенека, штат Огайо. После окончания школы устроился работать продавцом, потом в банк. В 1846 году стал компаньоном отца в его магазине. Свой заработок Фостер инвестировал в строительство железных дорог и банковскую сферу, что со временем сделало его состоятельным человеком. В 1854 году город Рисдон, Огайо, был переименован в Фосторию, а сам Чарльз позже избран его мэром.
В 1870 году Фостер победил на выборах в Палату представителей США. С 4 марта 1871 по 3 марта 1873 год он представлял интересы 9 округа Огайо, а с 4 марта 1873 года по 3 марта 1879 год интересы 10 округа Огайо. В 1876 году Чарльз Фостер стал членом комиссии по спорному результату президентских выборов. В 1878 году Фостер вошёл в состав членов Палаты представителей.
12 января 1880 года, после победы на выборах, Фостер стал губернатором Огайо. Находясь на этом посту, он реформировал старую администрацию, увеличил налог на алкогольные напитки и способствовал улучшению инфраструктуры городов штата. После окончания срока Фостер ушёл из политики на несколько лет. 29 января 1891 года президент Бенджамин Гаррисон назначил Чарльза министром финансов США. При нём значительно увеличился финансовый резерв, который помог смягчить последствия экономического кризиса 1893 года.